# Blastobasis monozona
Blastobasis monozona é uma espécie de mariposa do gênero Blastobasis pertencente à família Coleophoridae.